# Curdi del Khorasan
I Curdi del Khorasan' (in curdo کوردانی خۆراسان‎) sono curdi che vivono nelle province di Khorasan Settentrionale e Razavi Khorasan nell'Iran nord-orientale, lungo il confine tra Iran e Turkmenistan. I curdi Khorasani parlano il dialetto Kurmancî del curdo e sono musulmani sciiti. Molti curdi Khorasani sono bilingue in turco Khorasani, principalmente a causa di matrimoni misti con turchi Khorasani. Tuttavia, il persiano è la lingua franca. Ci sono circa 696 villaggi curdi nelle due province del Khorasan. Molte tribù sono strettamente legate ai turchi.